# Europees kampioenschap voetbal 2020 (Groep D) Schotland - Tsjechië
Dit artikel gaat over de wedstrijd in de groepsfase in Groep D tussen Schotland en Tsjechië die gespeeld werd op maandag 14 juni 2021 op Hampden Park te Glasgow tijdens het Europees kampioenschap voetbal 2020. Het duel was de achtste wedstrijd van het toernooi.

## Voorafgaand aan de wedstrijd
- Schotland stond voorafgaand aan dit toernooi op de 44ste plaats van de FIFA-wereldranglijst. 24 Europese landen en 21 EK-landen stonden boven Schotland op die lijst. Tsjechië stond op de veertigste plaats van de FIFA-wereldranglijst. 21 Europese landen en 20 EK-deelnemers stonden boven Tsjechië op die lijst.
- Voorafgaand aan deze wedstrijd troffen Schotland en Tsjechië elkaar al negen keer. Beide ploegen wonnen al vier keer van elkaar en één keer eindigde de wedstrijd onbeslist. Nooit eerder speelden deze landen op een groot eindtoernooi tegen elkaar.
- Voor Schotland was dit haar derde deelname aan het Europees kampioenschap en de eerste sinds het EK 1996. Tsjechië nam voor de zevende keer deel aan het Europees kampioenschap en was daarmee een vaste waarde op de EK-eindronde sinds haar onafhankelijkheid in 1993.

## Wedstrijdgegevens[1]
| Datum                  | 14 juni 2021                                                                                               | 14 juni 2021                                                                                               |
| Wedstrijdnummer        | 8 | 8 |
| Stadion                | Hampden Park, Glasgow                                                                                      | Hampden Park, Glasgow                                                                                      |
| Toeschouwers           | 9.844 | 9.844 |
| Scheidsrechter         | Daniel Siebert                                                                                             | Daniel Siebert                                                                                             |
| Assistenten            | Jan Seidel Rafael Foltyn                                                                                   | Jan Seidel Rafael Foltyn                                                                                   |
| Vierde official        | Georgi Kabakov                                                                                             | Georgi Kabakov                                                                                             |
| Videoscheidsrechters   | Marco Fritz Christian Dingert (assistent) Christian Gittelmann (assistent) Alejandro Hernández (assistent) | Marco Fritz Christian Dingert (assistent) Christian Gittelmann (assistent) Alejandro Hernández (assistent) |
| Man van de wedstrijd   | Patrik Schick                                                                                              | Patrik Schick                                                                                              |
|                        | Schotland                                                                                                  | Tsjechië                                                                                                   |
| Doelpunten             | 0 | 2 |
| Gele kaarten           | 0 | 0 |
| Rode kaarten           | 0 | 0 |
| Wissels                | 5 | 5 |
| Schoten op doel        | 5 | 7 |
| Schoten naast doel     | 3 | 3 |
| Overtredingen          | 6 | 6 |
| Hoekschoppen           | 6 | 6 |
| Buitenspel             | 1 | 2 |
| Passnauwkeurigheid (%) | 77 | 72 |
| Balbezit (%)           | 56 | 44 |

| Schotland | 0 – 2           | Tsjechië |
| | goals (assists) | 42' Patrik Schick (Vladimír Coufal) 52' Patrik Schick (Tomáš Souček) |
| Steve Clarke | bondscoach      | Jaroslav Šilhavý |
| David Marshall Grant Hanley Liam Cooper Jack Hendry 67' Stephen O'Donnell 79' Stuart Armstrong 67' John McGinn Scott McTominay Andrew Robertson Lyndon Dykes 79' Ryan Christie 46' | opstellingen    | Tomáš Vaclík Vladimír Coufal Ondřej Čelůstka Tomáš Kalas Jan Bořil Tomáš Souček 67' Alex Král 72' Lukáš Masopust 87' Vladimír Darida 72' Jakub Jankto 87' Patrik Schick |
| Che Adams 46' Callum McGregor 67' Ryan Fraser 67' James Forrest 79' Kevin Nisbet 79'                                                                                               | wissels         | 67' Tomáš Holeš 72' Adam Hložek 72' Matěj Vydra 87' Petr Ševčík 87' Michael Krmenčík                                                                                    |
| | gele kaarten    | |
| | rode kaarten    | |